# Хенли (рубашка)
Рубашка Хенли (англ. Henley shirt) — рубашка без воротника, отличающаяся круглым вырезом и планкой длиной от 3 до 5 дюймов (от 8 до 13 см). По сути, это рубашка-поло без воротника. Рукава могут быть как короткими, так и длинными, и она может быть изготовлена практически из любой ткани, хотя наиболее популярны хлопок, смеси хлопка и полиэстера и термобелье. Рубашки Хенли обычно считаются мужской одеждой, но женские версии появились также как деловая повседневная одежда.

## История
Рубашки Хенли были названы так потому, что они были традиционной униформой гребцов в английском городе Хенли-он-Темс. Первая королевская регата Хенли состоялась в 1839 году.
В своей биографии Ральфа Лорена журналист Майкл Гросс цитирует нью-йоркского торговца, который вспоминал, как показывал винтажную рубашку закупщику, работающему в модном доме Ralph Lauren: Я показал этому парню нижнее белье ― рубашку с длинным рукавом на трех пуговицах от Johnstown Knitting Mills. Он сказал: Это же новый фасон для рубашки. Вот откуда у него появилась идея для рубашки Хенли.